# وانغ جي هي
وانغ جي هي (بالكورية: 왕지혜)‏ ولدت في 29 ديسمبر 1985 في ماسان، كوريا الجنوبية. هي ممثلة كورية جنوبية.

## روابط خارجية
- وانغ جي هي على موقع IMDb (الإنجليزية)
- وانغ جي هي على موقع قاعدة بيانات الفيلم (الإنجليزية)